# 平寨乡 (丘北县)
平寨乡，是中华人民共和国云南省文山壮族苗族自治州丘北县下辖的一个乡镇级行政单位。

## 行政区划
平寨乡下辖以下地区：
平寨村、蚌常村、木柏村、板江村、小罗白村、布凹村、的米村和马龙村。

## 中国传统村落
2013年8月，革雷村被评为第二批中国传统村落。